# Antonio Ballerio
Antonio Ballerio (Milano, 14 febbraio 1941) è un attore, doppiatore e regista italiano.

## Biografia
Nato a Milano, si è diplomato in scenografia nel 1966 all'Accademia di belle arti di Brera e ha proseguito la formazione di attore presso l'Accademia d'Arte Drammatica di Roma. Dagli anni settanta ha interpretato a teatro numerosi testi, diretto fra gli altri da Virginio Puecher, Giancarlo Sbragia, Luigi Squarzina, Franco Parenti, Andrée Ruth Shammah. Dal 1984 ha iniziato a lavorare in Svizzera con Carlo Bertolazzi, Alberto Canetta, Letizia Bolzani. In Italia ha continuato a collaborare con il Teatro Oscar e il Teatro Libero. Dopo numerosi spettacoli sui palcoscenici italiani e svizzeri, a Lugano nel 1994 ha fondato la compagnia Luganoteatro con Ketty Fusco, Silli Togni e Gianmario Arringa, mettendo in scena numerosi spettacoli come direttore artistico e regista.
Ha partecipato a film per la televisione, sia in Italia sia in Canton Ticino, e a programmi radiofonici. In particolare, lavora come regista, attore e speaker per la Radio Svizzera Italiana. Molto spesso ha interpretato il ruolo del ricco milanese snob (Via Montenapoleone, Italian Fast Food), a volte invischiato in affari loschi (Piedipiatti, Papà dice messa).

## Filmografia

### Cinema
- Armonica a bocca, regia di Piero Natoli (1980)
- Innamorato pazzo, regia di Castellano e Pipolo (1981)
- Laghi profondi, regia di Bruno Soldini (1985)
- Via Montenapoleone, regia di Carlo Vanzina (1986)
- Italian Fast Food, regia di Lodovico Gasparini (1986)
- Il mostro di Firenze, regia di Cesare Ferrario (1986)
- Tango blu, regia di Alberto Bevilacqua (1987)
- Piedipiatti, regia di Carlo Vanzina (1991)
- Io no spik inglish, regia di Carlo Vanzina (1995)
- Papà dice messa, regia di Renato Pozzetto (1996)
- Squillo, regia di Carlo Vanzina (1996)
- Banzai, regia di Carlo Vanzina (1997)
- Quello che le ragazze non dicono, regia di Carlo Vanzina (2000)
- Le conseguenze dell'amore, regia di Paolo Sorrentino (2004)

### Televisione
- Marco Visconi – serie TV,  episodio 1x03 (1975)
- Lo scandalo della Banca Romana – miniserie TV, episodio 1x01 (1977)
- La biondina – miniserie TV (1982)
- Servo d'amore – film TV (1995)
- Occhio di falco – serie TV (1996)
- Strada principale (2001)
- L'avvocato (2003)

## Doppiaggio

### Film TV e miniserie
- Jon Cypher in The Invaders

### Telefilm
- Frankie J. Holden in Polizia squadra soccorso

### Soap opera e telenovelas
- Warren Burton, Larry Pine, Geoffrey C. Ewing, Malcolm Graeme, John de Vries, Tom Tammi, Daniel Ralph Byers in Sentieri

### Cartoni animati
- Spike in Video Power
- Alfio in Bobobobs
- Robson in A tutto goal
- Capricorn in I Cavalieri dello zodiaco
- Micene (2^ voce) ne Il ritorno dei Cavalieri dello zodiaco
- Re di Romos in Dragon Quest

### Videogiochi
- Thomas Caphill, Claus Immerding e Engelhart in Gabriel Knight 2: The Beast Within[1]